# クリステン・オルダーソン
クリステン・オルダーソン（Kristen Alderson、1991年5月29日 - ）は、アメリカ合衆国の女優。

## 出演作品
- ワン・ライフ・トゥ・リヴ
- ジェネラル・ホスピタル